# بارگرز اسپرینگز (ویرجینیای غربی)
بارگرز اسپرینگز (به انگلیسی: Bargers Springs) یک منطقهٔ مسکونی در ایالات متحده آمریکا است که در شهرستان سامرز، ویرجینیای غربی واقع شده‌است. بارگرز اسپرینگز ۴۵۲٫۹۴ متر بالاتر از سطح دریا واقع شده‌است.